# Égi és földi szerelem (Tiziano)
Az Égi és földi szerelem Tiziano 1512–1516 között, Velencében festett képe (olaj, vászon, 45,7 cm × 55,9 cm). Jelenleg Rómában látható a Borghese Galériában (Museo e Galleria Borghese).
Az allegorikus festmény eredeti jelentése mára teljesen feledésbe merült, ezért számos további címen (Erény és Gyönyör, Heléna és Vénusz, Kereszténység és Pogányság) is említik.

## Története
Megrendelője valószínűleg Niccolò Aurelio velencei kancellár volt. Föltételezik, hogy a megrendelő határozott programot adott a festőnek, ez azonban nem maradt ránk — olyannyira, hogy a képet már a 18. században is leginkább „Díszeivel ékesített Szépség és díszeitől megfosztott Szépség” néven emlegették.

## A kép
A képen napsütötte észak-olasz táj előtt két, hasonlóan szép asszony látható — de egyikük ezüstös fényű, nehéz selyemruhában,a másik pedig gazdagon leomló köpenye alatt meztelenül. A két nő egy domborműves kőkút káváján ül; a kút vizére középen, mögöttük egy kis Ámor hajlik.
A napfényes levegő ábrázolása Giorgione hatását tükrözi.